# Gran Premi d'Espanya de Motocròs 250cc 1976
L'edició de 1976 del Gran Premi d'Espanya de Motocròs 250cc fou la 15a d'aquesta prova. Organitzat per la Penya Motorista 10 x Hora, el Gran Premi era la primera prova del Campionat del Món d'aquell any i tingué lloc el cap de setmana del 3 i 4 d'abril al Circuit del Vallès, en terrenys de l'antiga Mancomunitat Sabadell-Terrassa (actualment dins el terme municipal de Terrassa). Hi participaren 39 pilots de 14 països diferents (cinc dels quals catalans) i hi assistiren força espectadors.

## Curses

### Primera mànega
| Posició | Pilot            | Motocicleta |
| ------- | ---------------- | ----------- |
| 1       | Heikki Mikkola   | Husqvarna   |
| 2       | Torleif Hansen   | Kawasaki    |
| 3       | Hans Maisch      | Maico       |
| 4       | Jim Pomeroy      | Bultaco     |
| 5       | Håkan Andersson  | Montesa     |
| 6       | Daniel Péan      | Maico       |
| 7       | Vladimir Kavinov | KTM         |
| 8       | Håkan Carlqvist  | OSSA        |
| 9       | Harry Everts     | Puch        |
| 10      | Rolf Dieffenbach | Maico       |

### Segona mànega
| Posició | Pilot               | Motocicleta |
| ------- | ------------------- | ----------- |
| 1       | Heikki Mikkola      | Husqvarna   |
| 2       | Torleif Hansen      | Kawasaki    |
| 3       | Raymond Boven       | Montesa     |
| 4       | Jim Pomeroy         | Bultaco     |
| 5       | Harry Everts        | Puch        |
| 6       | Vladimir Kavinov    | KTM         |
| 7       | Daniel Péan         | Maico       |
| 8       | Joël Robert         | Puch        |
| 9       | Jean Jacques Bruno  | KTM         |
| 10      | Anatoly Ovchinnikov | KTM         |

## Classificació final
| Posició | Pilot              | Motocicleta | Punts (GP) | Punts (Mundial) |
| ------- | ------------------ | ----------- | ---------- | --------------- |
| 1       | Heikki Mikkola     | Husqvarna   | 2          | 30              |
| 2       | Torleif Hansen     | Kawasaki    | 4          | 24              |
| 3       | Jim Pomeroy        | Bultaco     | 8          | 16              |
| 4       | Vladimir Kavinov   | KTM         | 13         | 9               |
| 5       | Daniel Péan        | Maico       | 13         | 9               |
| 6       | Harry Everts       | Puch        | 14         | 8               |
| 7       | Joël Robert        | Puch        | 20         | 3               |
| 8       | Jean Jacques Bruno | KTM         | 20         | 2               |
| 9       | Raymond Boven      | Montesa     | 28         | 10              |
| 10      | Pauli Piippola     | Husqvarna   | ?          | -               |